# 담라 쇤메즈
담라 쇤메즈(튀르키예어: Damla Sönmez, 1987년 5월 3일 ~ )는 터키의 배우이다.

## 출연 작품
- 휘파람의 노래: 시벨 (2018)